# Синайски манастир
Вижте пояснителната страница за други значения на Синай.
Синайският манастир „Света Екатерина“ е построен в подножието на Синайската планина в Египет от император Юстиниан I между 527 и 565 г.
Според преданието на това място ангели отнасят тялото на света великомъченица Екатерина след обезглавяването ѝ. Според преданията тук Мойсей вижда неизгарящата къпина, Божий знак и известие, че е избран за пророк.
Това е най-старият в историята манастир, който никога не е преустановявал изпълнението на религиозните служби и е действащ и в наши дни. Обявен е от ЮНЕСКО за обект от списъка на световното наследство.
Библиотеката в манастира съдържа най-голямата колекция на ръкописи след Ватиканската библиотека. В манастира има над 120 икони. Манастирът е хранилище на безценни произведения на раннохристиянското изкуство, архитектура и илюстровани ръкописни книги.

## Галерия
- Изглед от манастира
- Синайският манастир „Света Екатерина“